# Ngày Quốc tế Lao động
Ngày Quốc tế Lao động hay ngày 1 tháng 5 là ngày lễ kỷ niệm của phong trào công nhân quốc tế và của người lao động vào ngày 1 tháng 5 hằng năm, tại nhiều quốc gia trên thế giới, thường có các cuộc biểu tình trên đường phố của hàng triệu người lao động và các tổ chức công đoàn của họ. Vào ngày này, các phong trào cộng sản, cánh tả, các tổ chức theo chủ nghĩa vô chính phủ cùng với các công đoàn liên minh thực hiện các cuộc tuần hành trên đường phố, yêu cầu mở rộng các quyền lao động và an sinh xã hội.

## Lịch sử

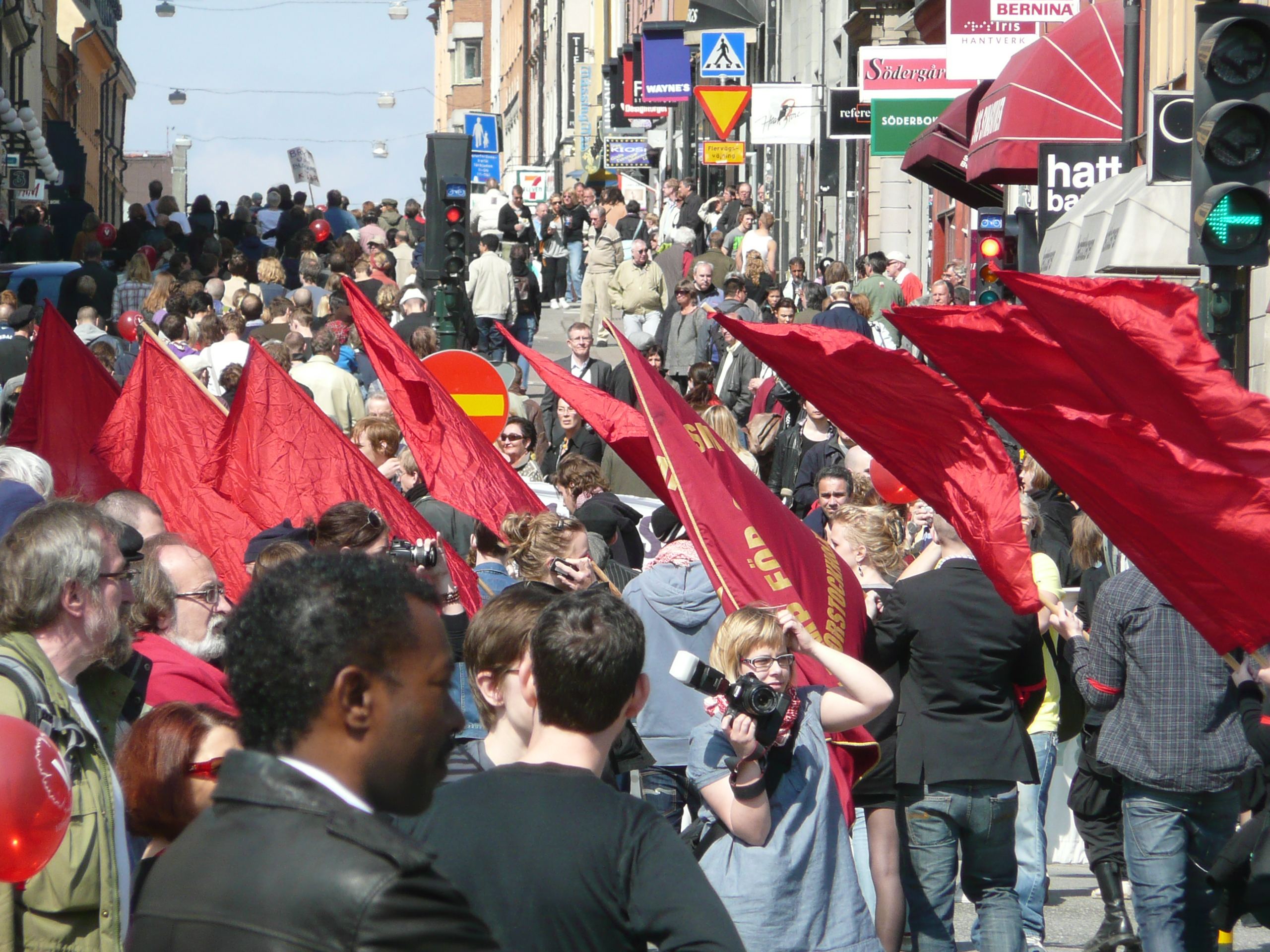
Diễu hành ngày Quốc tế Lao động tại Stockholm, 2008.

Năm 1886, tại thành phố công nghiệp lớn Chicago, Đại hội Liên đoàn Lao động Mỹ thông qua nghị quyết nêu rõ: "...Từ ngày 1/5/1886, ngày lao động của tất cả các công nhân sẽ là 8 giờ". Sở dĩ ngày 1 tháng 5 được chọn bởi đây là ngày bắt đầu một năm kế toán tại hầu hết các nhà máy, xí nghiệp ở Mỹ. Vào ngày này, hợp đồng mới giữa thợ và chủ sẽ được ký. Giới chủ tư bản có thể biết trước quyết định của công nhân mà không thể kiếm cớ chối từ.
Ngày 1 tháng 5 năm 1886, do yêu cầu của công nhân không được đáp ứng một cách đầy đủ, giới công nhân trên toàn nước Mỹ đã tham gia bãi công nhằm gây áp lực buộc giới chủ thực hiện yêu sách của mình. Đầu tiên là cuộc bãi công tại thành phố Chicago. Khoảng 40 nghìn người không đến nhà máy. Họ tổ chức mít-tinh, biểu tình trên thành phố với biểu ngữ "Từ hôm nay không người thợ nào làm việc quá 8 giờ một ngày! Phải thực hiện 8 giờ làm việc, 8 giờ nghỉ ngơi, 8 giờ vui chơi!" Cuộc bãi công lôi cuốn ngày càng đông người tham gia. Cũng trong ngày hôm đó, tại các trung tâm công nghiệp khác trên nước Mỹ đã nổ ra 5.000 cuộc bãi công với 340 nghìn công nhân tham gia. Ở Washington, New York, Baltimore, Boston... hơn 125.000 công nhân giành được quyền ngày chỉ phải làm 8 giờ.
Các cuộc biểu tình bị đàn áp nặng nề. Giới chủ đuổi những công nhân bãi công, thuê người làm ở các thành phố bên cạnh, thuê bọn khiêu khích và cảnh sát đàn áp, phá hoại cuộc đấu tranh của công nhân. Các xung đột xảy ra dữ dội khiến hàng trăm công nhân chết và bị thương, nhiều thủ lĩnh công đoàn bị bắt... gây nên sự kiện thảm sát Haymarket làm 4 người chết, hơn 70 bị thương và trên 100 người bị bắt năm 1886 tại Chicago, Mỹ. Nhưng cuối cùng, giới chủ phải chấp nhận yêu sách của công nhân.
Ngày 20 tháng 6 năm 1889, ba năm sau "thảm kịch" tại thành phố Chicago, Quốc tế cộng sản II được nhóm họp tại Paris (Pháp). Dưới sự lãnh đạo của Friedrich Engels, Đại hội lần thứ nhất của Quốc tế Cộng sản II đã quyết định lấy ngày 1/5 hàng năm làm ngày biểu dương lực lượng và đấu tranh chung của tầng lớp vô sản các nước.

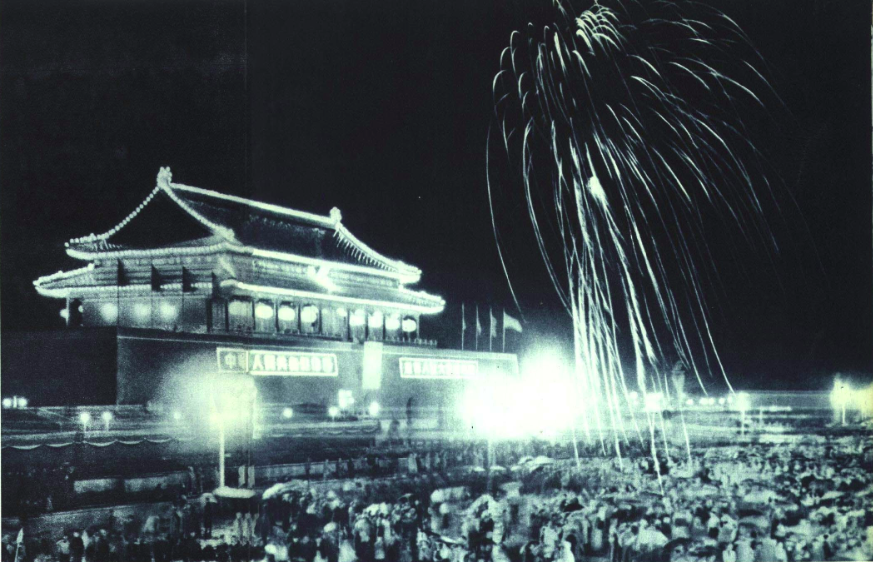
Quốc tế Lao động được diễn ra tại Quảng trường Thiên An Môn, Bắc Kinh năm 1952